# Heinestraße 12a (Ballenstedt)

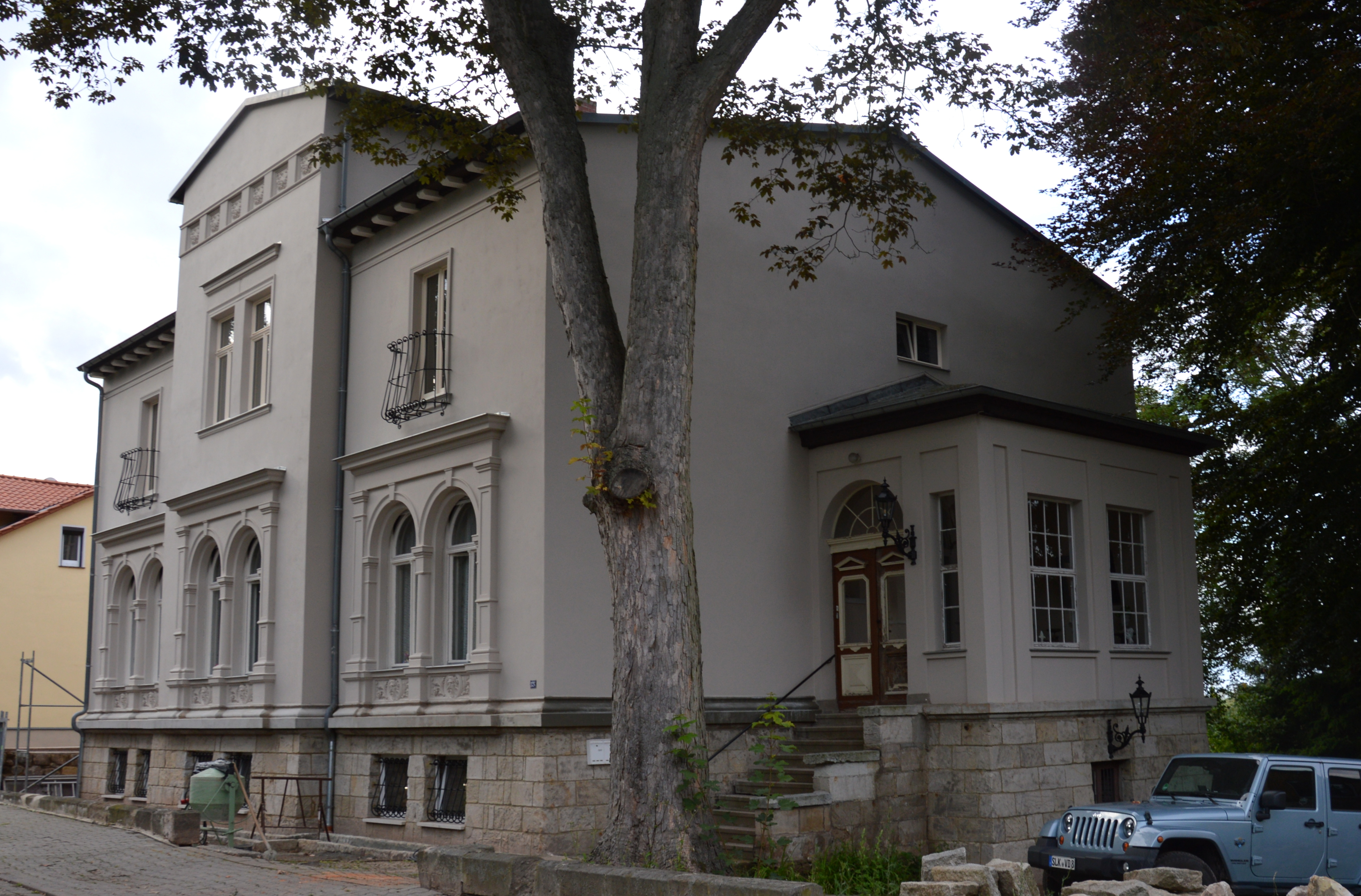
Villa Heinestraße 12a

Das Gebäude Heinestraße 12a ist eine denkmalgeschützte Villa in Ballenstedt in Sachsen-Anhalt.

## Lage
Sie befindet sich am südlichen Stadtrand Ballenstedts am östlichen Ende der Heinestraße, auf deren Nordseite. Vor dem Haus verläuft der Selketalstieg.

## Architektur und Geschichte
Die in massiver Bauweise errichtete zweigeschossige Villa entstand in der Zeit um 1850 im Stil des Klassizismus. Die Fenster des Erdgeschosses präsentieren sich als gegliederte Arkaden. Die Fassade wird durch einen von einem Dreiecksgiebel bekrönten Mittelrisaliten geprägt, der mit einem Triglyphen-Metopen-Fries geziert wird. Der Eingang befindet sich auf der Ostseite des Gebäudes in einem kleinen Vorbau. Hier besteht eine im Original erhaltene Tür.
In späterer Zeit erfolgte eine überformende Sanierung.
Im örtlichen Denkmalverzeichnis ist die Villa unter der Erfassungsnummer 094 50147 als Baudenkmal verzeichnet.